# Martin Otto (Mathematiker)

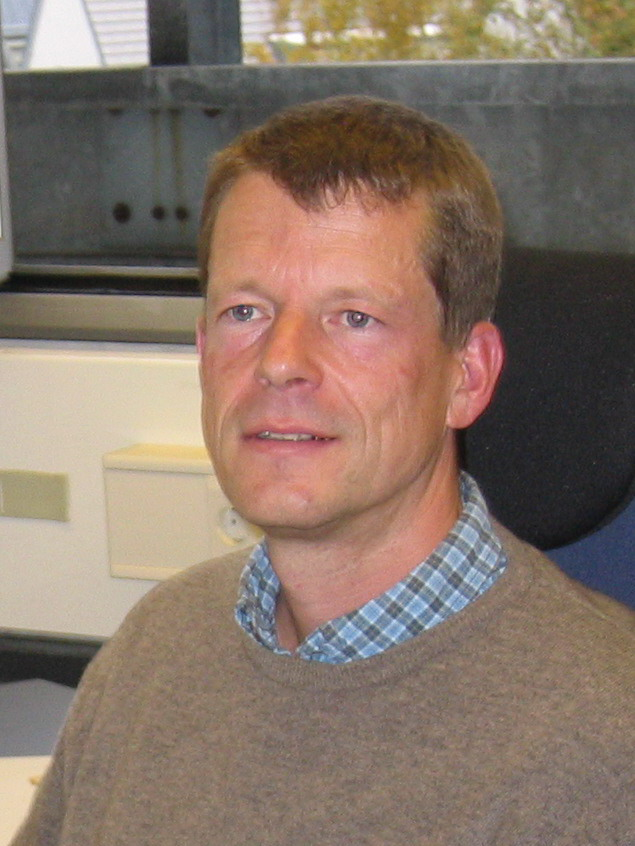
Martin Otto, 2005, TU Darmstadt

Martin Otto (* 8. März 1961) ist ein deutscher Mathematiker und Professor an der Technischen Universität Darmstadt. Seine Fachgebiete sind mathematische Logik, (endliche) Modelltheorie, mathematische Grundlagen sowie Logik in der Informatik.

## Leben und Wirken
Martin Otto studierte ab 1980 Mathematik und Physik an der Universität Freiburg. 1987 erlangte er das Staatsexamen in Mathematik/Physik und das Diplom in Physik. Anschließend war er als Wissenschaftlicher Assistent im Fachbereich Mathematik der Universität Freiburg und am Mathematischen Forschungsinstitut Oberwolfach tätig. 1990 wurde er in Freiburg mit einer Schrift über mathematische Logik zum Dr. rer. nat. promoviert. Danach arbeitete er als Assistent am dortigen Institut für Mathematische Logik. 1993 wechselte er an die RWTH Aachen, wo er bis 1999 als Assistent im Bereich Mathematische Grundlagen der Informatik tätig war. 1996 habilitierte er sich in Aachen in Mathematik und erlangte die venia legendi. Mit einem DFG-Stipendium forschte er 1997/98 als Research Associate an der Stanford University. 1999 bis 2003 war er Lecturer und Reader in Theoretischer Informatik an der Swansea University. Seit 2003 ist er Professor an der TU Darmstadt.
Martin Otto ist verheiratet und hat zwei Kinder.